# Hitori
Pour les articles homonymes, voir Hitori (single).

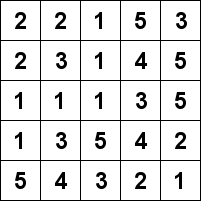
Exemple d'une grille Hitori au début du jeu (regardez en bas de la page pour la solution)

Hitori (diminutif de ひとりにしてくれ, hitori ni shite kure, littéralement « laissez-moi seul » ou « laissez-moi tranquille ») est un jeu de logique d'origine japonaise.

## Règles
Au début du jeu, chaque cellule d'une grille contient un chiffre (ou une lettre). Le but est de noircir certaines cellules pour effacer leur chiffre, et de respecter les règles suivantes :
- Dans une ligne, un même chiffre ne doit être visible qu'une fois maximum.
- Dans une colonne, un même chiffre ne doit être visible qu'une fois maximum.
- Les cellules noircies ne se touchent pas par les côtés. (mais elles peuvent se toucher par les coins)
- L'ensemble des cellules visibles forme un territoire d'un seul tenant : on peut passer d'une cellule visible à n'importe quelle autre en traversant des cellules visibles par leurs côtés.

## Techniques de résolution

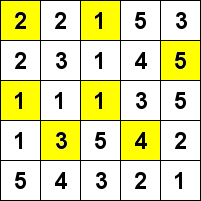
Exemple d'un Hitori complété (regardez en haut de la page pour voir la grille au départ)

- Lorsqu'un chiffre est coloré (en jaune dans notre exemple), cela signifie que toutes les cellules adjacentes restent blanches. On peut entourer ces chiffres afin de se souvenir qu'ils restent blancs.
- Lorsqu'un chiffre est entouré de deux chiffres identiques, il ne peut être coloré. S'il l'était, il y aurait deux chiffres identiques dans la même ligne ou colonne, ou deux cases colorées adjacentes (ce qui est interdit). Plus spécifiquement, dans le cas d'une séquence de trois chiffres identiques accolés, le chiffre qui est au milieu doit rester blanc et les deux chiffres aux extrémités doivent être colorés.
- Lorsqu'une ligne ou colonne contient deux chiffres identiques adjacents ainsi que le même chiffre seul, on peut en déduire que le chiffre seul peut être coloré (dans le cas contraire, les deux chiffres adjacents devraient être colorés, ce qui est interdit).
- Quand quatre chiffres identiques forment un carré dans la grille (carré de deux cellules sur deux), deux chiffres positionnés en diagonale doivent être colorés.
- Un chiffre qui, s'il était coloré, séparerait des cellules blanches du reste des autres cellules blanches doit rester blanc. Plus spécifiquement, quand quatre chiffres identiques forment un carré dans un coin de la grille, la cellule du coin doit être colorée (et celle juxtaposée en diagonale aussi).

Nota: L'Hitori montré en exemple n'a qu'une solution, celle présentée ici.

## Histoire
Hitori a été publié pour la première fois dans Puzzle Communication Nikoli #29, en mars 1990.
Le jeu Singles de la Simon Tatham's Portable Puzzle Collection est une version de Hitori.